# Chiesa di San Rocco (Piazza Armerina)
La chiesa di San Rocco è un luogo di culto di Piazza Armerina in provincia di Enna in Sicilia, situato in piazza Giuseppe Garibaldi.

## Storia
La chiesa di San Rocco o Fundrò (o anche detta Condrò) e l'attiguo monastero appartennero ai Benedettini dal 1622. I monaci originariamente occupavano un monastero con annessa chiesa in contrada Fundrò (da qui il nome con cui la chiesa viene comunemente denominata), al confine fra i territori di Piazza e di Enna.
Il feudo e l'abbazia erano proprietà della famiglia degli Uberti e quando Giovanni degli Uberti si ribellò a re Martino, al tempo dei Quattro Vicari, la signoria venne concessa, il 6 dicembre del 1393, a Nicolò Branciforte. Nel 1396, in seguito alla lotta fra le fazioni catalana e latina, i borghi di Fundrò, Rossomanno, Polino e Gatta furono distrutti e gli abitanti obbligati a trasferirsi a Piazza e Castrogiovanni. I degli Uberti riuscirono a riacquisire la signoria sul feudo di Fundrò solo il 30 marzo 1397 grazie a Scaloro. La chiesa venne riedificata con le elargizioni dei cittadini di Piazza, ma già nel 1418 le condizioni statiche della fabbrica erano precarie. Il nuovo priore, Guglielmo Crescimanno, piazzese, la fece riedificare e fra le rovine dell’edificio precedente fu rinvenuta una statua della Madonna. Nel frattempo, la città di Enna aveva occupato il feudo impedendo ai legittimi proprietari di rientrarne in possesso.
Nel 1421 Alfonso il Magnanimo ordinò che il feudo di Fundrò fosse restituito alla città di Piazza. La città di Enna temporeggiò e nell’anno 1445 vendette diversi feudi, fra cui Fundrò, ad alcuni nobili, riservandosi il diritto di riscatto. La città di Piazza fece appello al viceré, che nel 1453 diede l'investitura di metà Fundrò (ovvero dei feudi venduti) ad Enna e restituì i feudi rimanenti, la parte più cospicua, a Piazza. Nel frattempo la città di Piazza riparava la chiesa di Santa Maria in Fundrò e costruiva il monastero dei Benedettini. Nel 1560 un devastante incendio rese inagibile il complesso ed i monaci si rifugiarono a Piazza dove, riuscirono a reperire i fondi per ricostruirlo.
Il feudo di Fundrò, ormai senza abitanti ad esclusione dei monaci, divenne una sede scomoda per i religiosi che si accordarono con i giurati di Enna, che gli avevano promesso la chiesa di Santa Sofia e dei locali annessi. L’abate, fra' Germano da Capua, ottenne dal vescovo di Catania, nel 1612, il permesso al trasferimento. I cittadini di Piazza vissero l’accaduto come un mancato riconoscimento della loro devozione e delle donazioni fatte a quel monastero e fecero appello al Tribunale di Monarchia, tanto che l’abate rinunciò al trasferimento. Per risolvere la situazione intervenne l’abate Angelo da Fondi che ottenne, grazie anche all'appoggio dei nobili Don Ottavio Trigona, barone di San Cono, di don Girolamo Calascibetta e del municipio di Piazza, il trasferimento nella città di Piazza dei monaci, con decreto emesso a Parma il 1º dicembre 1621. Vennero concessi ai monaci la chiesa di San Rocco, del 1613, mentre una nobile, Virginia Tirdera, donò l'abitazione adiacente alla chiesa. Enna protestò ed intervenne la Congregazione Cassinese che, dopo aver vagliato attentamente le due situazioni, scelse Piazza. Enna fece ricorso al viceré Filiberto di Savoia, che nel 1622 decretò che i monaci si trasferissero a Piazza e qui entrarono il 2 febbraio 1622. Alcuni nobili si obbligarono, con un contratto che reca la data del 15 aprile 1622, ad edificare una chiesa degna dell’ordine ed a rendere l’abitazione un adeguato monastero.
Nel 1866, in seguito alla soppressione degli ordini religiosi, i monaci vennero espulsi ed i locali dell’abbazia divennero sede del Comune di Piazza Armerina.

## Descrizione

### Esterno
La facciata si presenta a capanna, con un campanile, di poco più alto della chiesa, innalzato sul lato destro. È inquadrata da due massicci cantonali in pietra arenaria e rivestita di laterizi. Anche il campanile, sino alla cornice del cantonale, ne riprende lo stile presentando, nei due lati visibili dalla facciata, anch'esso pietra arenaria e laterizi, ripartiti in quattro piani con strette e piccole feritoie ad illuminarne l’interno; gli altri due lati sono realizzati in pietrame informe. L’ultimo ordine del campanile è, invece, interamente in mattoni e presenta paraste che inquadrano archi a tutto sesto. La copertura del campanile è a quattro spioventi.
La facciata della chiesa è arricchita da un sontuoso ed elaborato portale in pietra arenaria, la cui struttura è unitaria con quella della finestra soprastante. Il portale presenta due paraste (ad erma) per lato, con capitelli dorici e rilievi piumati. Il tutto è sormontato da un architrave riccamente scolpito ed una cornice aggettante. Al di sopra della cornice, fra volute e fiamme, trova posto una meridiana scolpita anch'essa nella pietra arenaria. La finestra presenta decorazione ad ovuli e fregi laterali ed è sormontata da un cornicione aggettante. Da menzionare la porta lignea intagliata con delle caratteristiche formelle fiorite, disegno che si ripresenta a metà nella scalinata.

### Interno
L’interno è ad unica navata, ripartita in quattro campate di differente dimensione da paraste con capitelli dorici. Su un largo cornicione, che corre lungo tutta la chiesa, si imposta la volta a botte, lunettata in corrispondenza degli altari minori, ove, sopra il cornicione, si aprono semplici finestre rettangolari.
Due semicolonne addossate alle pareti ed altre due colonne, definiscono un atrio sopra il quale trovano posto una cantoria ed un organo a canne. Nell'ultima campata si aprono, sulla sinistra, l'ingresso secondario della chiesa e, sulla destra, l'ingresso alla sacrestia e agli altri locali di servizio. Il cornicione della cantoria è riccamente rivestito di stucchi. 
Altri stucchi e affreschi decoravano interamente la chiesa: degli affreschi restano solo poche tracce dalle quali si intuisce che complessivamente dovevano produrre un effetto ottico illusorio teso a deformare le linee dell’edificio.
Gli altari minori sono in marmo e legno e conservano alcune opere d'arte. Da menzionare, in particolare, la statua di San Rocco, una tela raffigurante la Madonna con ostensorio e santi datata all'inizio del XVII secolo e un'altra tela con la Comunione di Padri Benedettini del secondo quarto del XVII secolo.
Il presbiterio è rialzato ed inquadrato da un arco a tutto sesto poggiante su pilastri cruciformi. La chiave di quest'arco presenta uno scudo in stucco riportante l'iscrizione PAX. Il presbiterio è coperto da una volta a botte lunettata. Le lunette si aprono in corrispondenza delle finestre arricchite da stucchi. Nel presbiterio è alloggiato un altare in marmo e legno con dorature, il quale, per mezzo di paraste e colonnine con capitelli corinzi, inquadra una nicchia absidata ove è custodita la venerata scultura marmorea gaginesca raffigurante la Vergine ed il Bambino, che proviene dalla distrutta chiesa di Santa Maria di Fundrò. Particolarmente interessante è la decorazione ad affresco illusorio della parete di fondo del presbiterio. Secondo modalità tipicamente barocche, la pittura sfonda le linee architettoniche, dando l'illusione che il presbiterio sia absidato e che tale abside abbia copertura a catino.
Il pavimento della chiesa è ancora quello originale in ceramica policroma. Il rivestimento smaltato è quasi interamente scomparso ma in molti angoli è ancora leggibile l'originaria decorazione. Al centro della navata, in prossimità del presbiterio, una lastra in pietra copre l'ingresso alla cripta ove venivano posti i corpi dei benedettini.